# Дани Бун
Данијел Фаид Амиду (фр. Daniel Faid Hamidou; рођен 26. јуна 1966. године), познатији као Дани Бун (фр. Dany Boon) француско - алжирски је комичар, позоришни и филмски глумац, редитељ, сценариста и продуцент.

## Биографија и каријера
Рођен је у Француској. Отац му је Алжирац из Кабилије, а мајка Францускиња. 
Након успешних наступа на „Фестивалу хумора“ у Монтреалу, па на такмичењу у Кану, онда на наступима у Белгији, Бун упознаје водитеља и импресарија Патрика Себастијена, који је глумца „упознао“ са професионалном сценом.
Добитник је награде Сезар од стране публике за филм из 2017. Откачени специјалци (Raid dingue). Заједно са Кад Мерадом један је од популарнијих филмских глумаца у Француској, а посебно после филма Bienvenue chez les Ch'tis из 2007. године, који је гледало преко 21 милион гледалаца. У досадашњој каријери сарађивали су у неколико наврата.